# Copa Chevrolet Montana
A Copa Chevrolet Montana foi uma categoria de Stock Car, que fazia parte da Stock Car Brasil.

## História
Em 10 de março de 2010 foi anunciada a fusão das categorias Stock Car Light (Copa Vicar) e Pick-Up Racing, criando a Copa Chevrolet Montana, nova divisão de acesso à categoria principal da Stock Car.
Os bólidos são chassis tubulares, fabricados pela JL Racing, com motores Chevrolet 5.7L V8, carburado, de 350cv, cambio sequencial e pneus Goodyear Eagle slick.
Na temporada 2011, houve varias mudanças na categoria. A primeira, que a categoria passou a utilizar injecao eletronica brasileira FuelTech, totalmente projetada e desenvolvida no Rio Grande do Sul, na cidade de Porto Alegre. A FuelTech FTSport foi projetada especialmente para a categoria, que passou a usar borboleta eletronica. Com a retirada da injecao de nitro, usada pelos motores carburados, a categoria passou a usar um recurso muito inteligente, proporcionado pela adocao de borboleta eletronica: o Push-to-Pass. A abertura da borboleta e limitada a um percentual de sua abertura total. Ao pressionar o botao do P2P (como tambem e chamada a funcao) a borboleta de acelerecao abre totalmente, permitindo que o motor entregue toda a potencia por alguns segundos, tempo para uma ultrapassagem, por exemplo. Também houve a modificação da carenagem, que foi reestilizada para a linha 2011 da Chevrolet, isso acompanhou também a reestilização do Chevrolet Montana em 2011.
Em 2012, a categoria foi encerrada pela sua organizadora, a VICAR. Foi substituída pelo Campeonato Brasileiro de Turismo.

## Campeões
| Ano  | Campeão        | Equipe            |
| ---- | -------------- | ----------------- |
| 2010 | Diogo Pachenki | Nascar Motorsport |
| 2011 | Rafael Daniel  | Gramacho Racing   |
| 2012 | Rafael Daniel  | Nascar Motorsport |